# 普魯士的埃萊奧諾雷
普魯士的埃萊奧諾雷（德語：Eleonore von Preußen，1583年8月21日—1607年4月9日），布蘭登堡選侯夫人，普魯士公爵阿爾布雷希特·腓特烈的女兒。
1603年，埃萊奧諾雷和布蘭登堡選侯約阿希姆·腓特烈結婚，兩人的女兒瑪麗·埃萊奧諾雷於1631年與普法爾茨選侯腓特烈五世的弟弟、普法爾茨-錫門-凱撒勞頓伯爵路德維希·菲利普結婚。